# 레이 세포

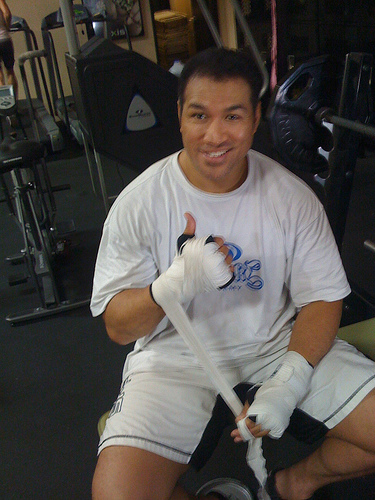

레이 세포(Ray Sefo, 1971년 2월 15일 ~)는 뉴질랜드의 전 복싱, 킥복싱, 종합격투기 선수이다.

## 생애
뉴질랜드에서 태어났다. 그의 별명은 슈거풋(Sugarfoot), 이 별명이 붙게 된 계기는 복싱선수인 슈거 레이레너드라는 선수의 스텝을 따라하게 되어 이러한 별명이 붙게 된 것이다. 주 베이스는 복싱과 킥복싱이다, 그의 특기는 부메랑 훅이다. 2018년에 공식적으로 은퇴했다.

## 기타
헤비급에선 작은 편이지만(180~183cm) 단단한 체격이다. 2001년도 후쿠오카GP에서 마크 헌트와 노가드 대결을 한 바 있다.

## 격투기 전적 정보

### 종합 타격 전적
- 2전 2승 0패(2 KO)

| 경기일자        | 상대      | 결과 | 내용   | 대회                                                        |
| --------------- | --------- | ---- | ------ | ----------------------------------------------------------- |
| 2009년 9월 25일 | 케빈 조던 | 승   | 2R TKO | Strikeforce Challengers Cummings vs. Kennedy                |
| 2005년 7월 6일  | 김민수    | 승   | 2R KO  | Sammy Present Hero's 2005 미들급 세계최강왕자 결승 토너먼트 |

### K-1 타격 전적(2003년 이후)
- 26전 16승 10패(9 KO)

| 경기일자         | 상대                  | 결과 | 내용            | 대회                               |
| ---------------- | --------------------- | ---- | --------------- | ---------------------------------- |
| 2012년 3월 11일  | 미르코 필로포비치     | 패   | 3R 판정         | Cro-cop Final Fight                |
| 2010년 10월 2일  | 티로너 스퐁           | 패   | 3R 판정         | K-1 월드 GP 2010 in Seoul final 16 |
| 2010년 5월 22일  | 이프넛 이프티모아이에 | 승   | 3R 판정         | K-1 월드 GP 2010 in Bucharest      |
| 2009년 12월 31일 | 니시지마 요스케       | 승   | 3R 판정         | K-1 다이너마이트 2009              |
| 2008년 12월 6일  | 최홍만                | 승   | 3R 판정         | K-1 월드 GP 2008 final             |
| 2008년 9월 27일  | 구칸 사키             | 패   | 4R 연장판정     | K-1 월드 GP 2008 final 16          |
| 2008년 7월 13일  | 자빗 사메도프         | 패   | 5R 재연장판정   | K-1 월드 GP 2008 in Taipei         |
| 2008년 4월 13일  | 바다 하리             | 패   | 1R 2분 43초 KO  | K-1 월드 GP 2008 in Yokohama       |
| 2007년 9월 29일  | 피터 아츠             | 패   | 2R TKO          | K-1 월드 GP 2007 final 16          |
| 2007년 8월 11일  | 비욘 브레기           | 패   | 3R 판정         | K-1 월드 GP 2007 in Las vegas      |
| 2007년 3월 4일   | 세미 슐트             | 패   | 2R 24초 KO      | K-1 월드 GP 2007 in Yokohama       |
| 2006년 12월 2일  | 멜빈 맨호프           | 승   | 1R 40초 KO      | K-1 월드 GP 2006 final             |
| 2006년 9월 30일  | 스테판 레코           | 패   | 4R 연장판정     | K-1 월드 GP 2006 final 16          |
| 2006년 8월 12일  | 아젬 막스타이         | 승   | 3R 2분 2초 KO   | K-1 월드 GP 2006 in las vegas 2    |
| 2006년 6월 3일   | 루슬란 카라에프       | 승   | 1R 1분 42초 KO  | K-1 월드 GP 2006 in seoul          |
| 2006년 3월 5일   | 프랑수아 보타         | 승   | 3R 판정         | K-1 월드 GP 2006 in Auckland       |
| 2005년 11월 19일 | 세미 슐트             | 패   | 3R 판정         | K-1 월드 GP 2005 final             |
| 2005년 9월 23일  | 카오클라이 카엔노르싱 | 승   | 3R 판정         | K-1 월드 GP 2005 final 16          |
| 2005년 6월 14일  | 루슬란 카라에프       | 승   | 1R 37초 KO      | K-1 월드 GP 2005 in Hiroshima      |
| 2004년 12월 31일 | 게리 굿리지           | 승   | 1R 24초 KO      | K-1 다이너마이트 2004              |
| 2004년 12월 4일  | 모리 아키오           | 패   | 4R 연장판정     | K-1 월드 GP 2004 final             |
| 2004년 9월 25일  | 아마다 히로미         | 승   | 3R 판정         | K-1 월드 GP 2004 final 16          |
| 2004년 8월 7일   | 마빈 이스트먼         | 승   | 1R 1분 32초 KO  | K-1 월드 GP 2004 in las vegas 2    |
| 2004년 6월 26일  | 밥 샵                 | 승   | 2R 49초 KO      | K-1 월드 GP 2004 in Shizuoka       |
| 2003년 12월 6일  | 모리 아키오           | 패   | 3R 판정         | K-1 월드 GP 2003 final             |
| 2003년 10월 11일 | 카터 윌리엄스         | 승   | 3R 판정         | K-1 월드 GP 2003 final 16          |
| 2003년 7월 13일  | 토미히라 타츠후미     | 승   | 5R 2분 13초 KO  | K-1 월드 GP 2003 in Fukuoka        |
| 2003년 3월 30일  | 펠레 리드             | 승   | 3R 1분 15초 TKO | K-1 월드 GP 2003 in Saitama        |

## 타이틀
- WMTF 세계 라이트헤비급 챔피언（1995년）
- ISKA 세계 크루져급 챔피언（1995년）
- ISKA 세계 슈퍼크루져급 챔피언（1996년）
- WMTF 세계 헤비급 챔피언（1996년）
- WKBF 세계 슈퍼헤비급 챔피언（1997년）
- WKBA 세계 슈퍼헤비급 챔피언（1997년）